# Khai Trí Tiến Đức

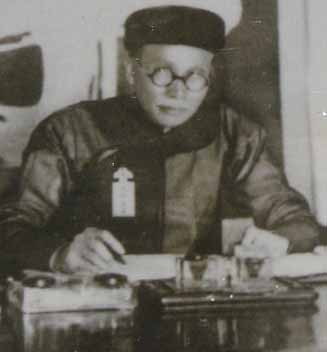
Học giả Phạm Quỳnh

Hội Khai Trí Tiến Đức, còn được gọi là hội AFIMA (viết tắt nguyên tên tiếng Pháp của hội l'Association pour la Formation Intellectuelle et Morale des Annamites) là một hiệp hội tư lập với chủ trương giao lưu văn hóa giữa trào lưu Tây học và học thuật truyền thống Việt Nam vào đầu thế kỷ 20 (1919-1945).
Hội thành lập trong bối cảnh biến động trong giai đoạn xã hội Việt Nam đang chuyển mình trong khuôn khổ truyền thống tam giáo sang xã hội tiếp thu nhiều yếu tố văn hóa Tây phương. Thành kiến lúc bấy giờ thường không đánh giá ảnh hưởng Tây học với mấy thiện cảm. Hội Khai Trí Tiến Đức chủ trương mở rộng con đường thâu nhận kiến thức Tây phương để phát triển xã hội người Việt cùng lúc kén chọn và duy trì những điểm hay nét đẹp của văn hóa truyền thống.
Những cố gắng của hội tập trung vào việc đề cao tiếng Việt, chữ Quốc ngữ, danh nhân văn hóa... Thực tế hơn năm 1922 Hội khởi xướng mở "ấu trĩ viên" ở Việt Nam, để làm môi trường đào tạo theo phương thức mới chú tâm đến đức dục lẫn thể dục của trẻ em.

## Lịch sử

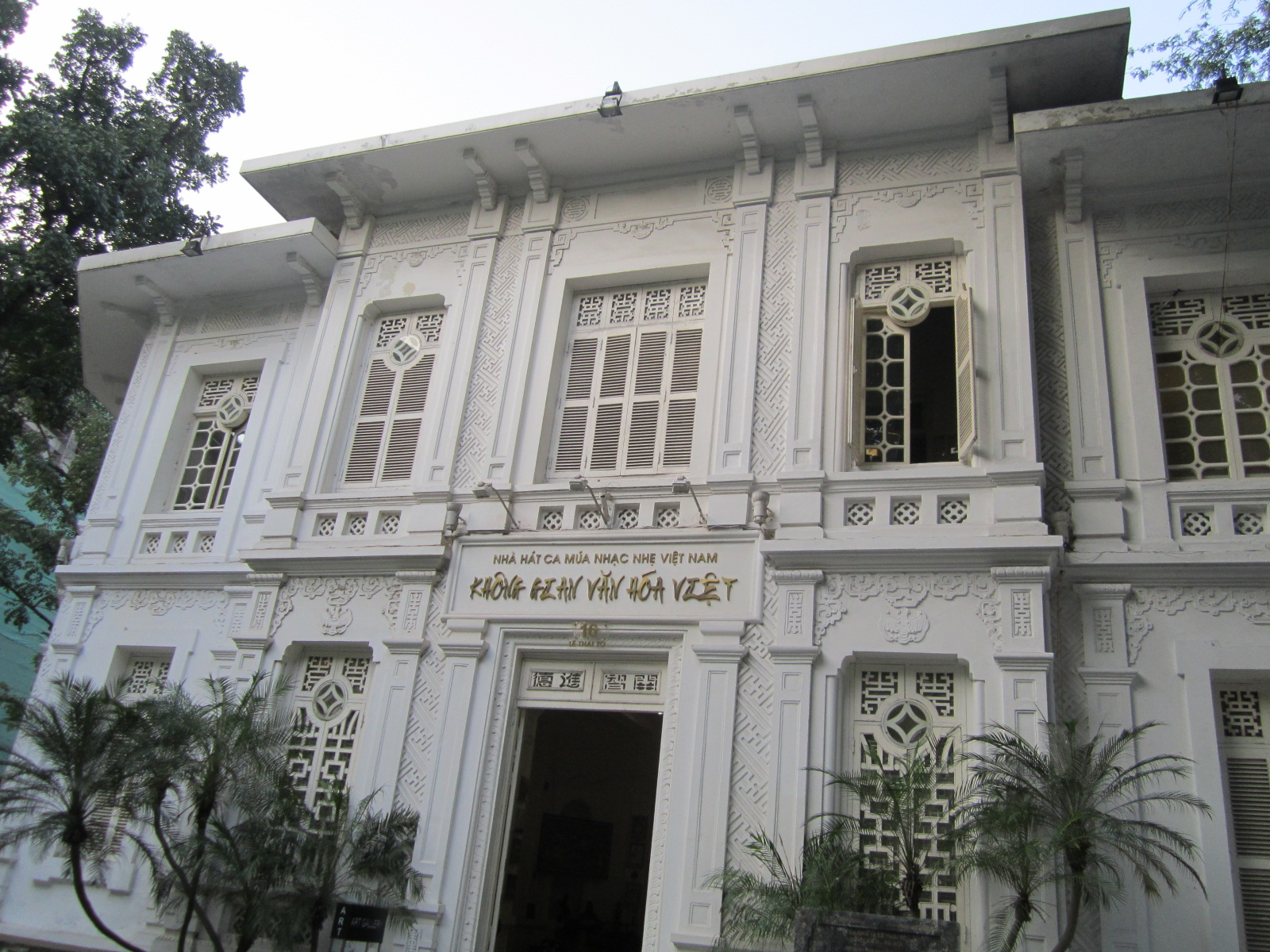
Trụ sở cũ của hội Khai Trí Tiến Đức do Đỗ Văn Y thiết kế, sau gọi là câu lạc bộ Thống Nhất, tọa lạc ở số 16 phố Lê Thái Tổ, nay là 79 Hàng Trống, Hà Nội

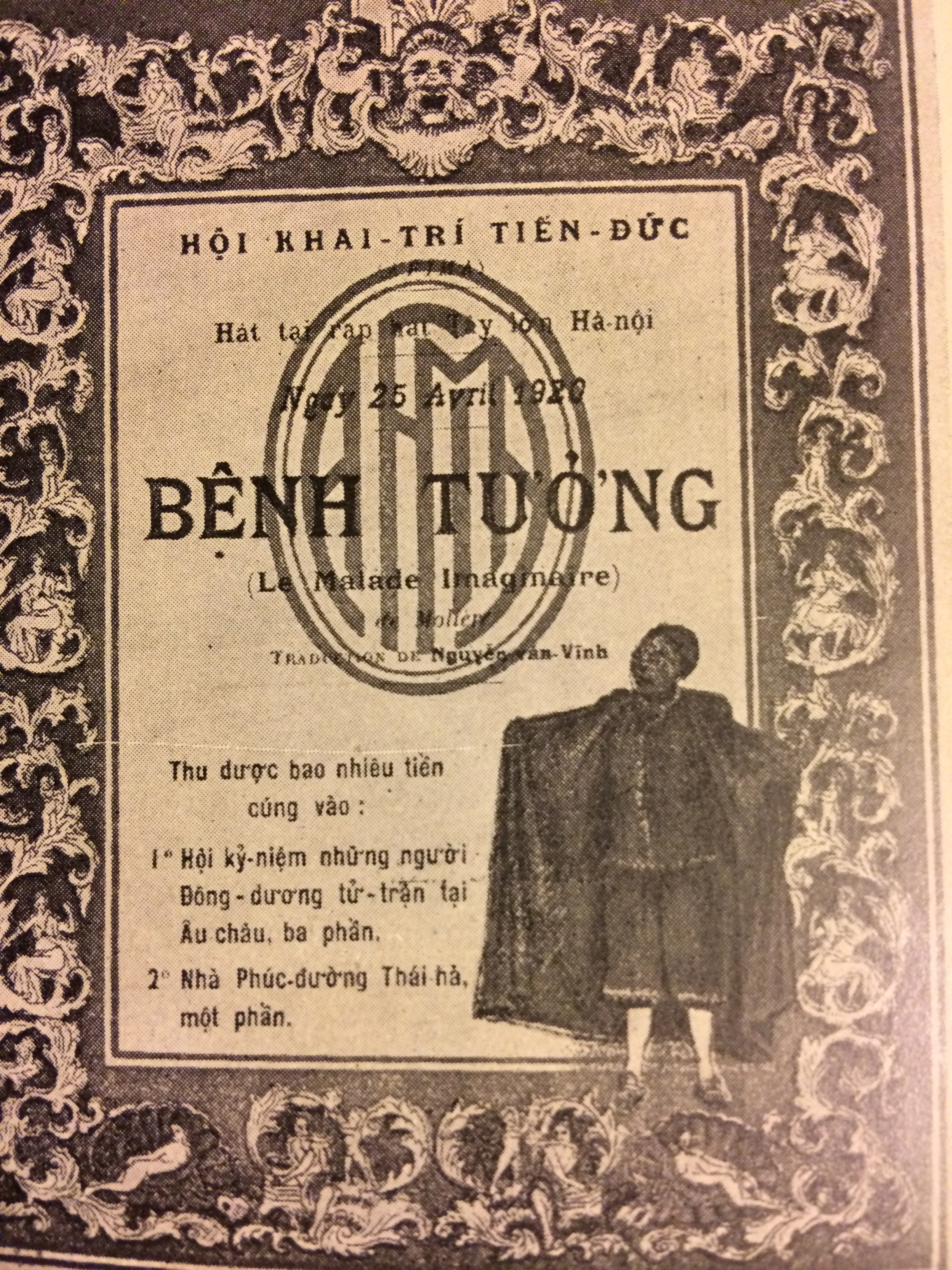
Tờ chương trình giới thiệu vở kịch nói Bệnh tưởng của Nguyễn Văn Vĩnh diễn năm 1920 tại Nhà hát Lớn Hà Nội

Hội Khai Trí Tiến Đức được thành lập ngày 5 tháng 2 năm 1919 với học giả Phạm Quỳnh làm Tổng thư ký, Phạm Duy Tốn làm Phó tổng thư ký. Cử nhân Hoàng Huân Trung làm Hội trưởng. Những nhân vật khác có tên tuổi cũng đứng tên trong hội là Tổng đốc Hà Đông Hoàng Trọng Phu (con trai của Kinh lược đại thần Hoàng Cao Khải) và Thượng thư Bộ Binh kiêm Bộ học Thân Trọng Huề (người mà vua Bảo Đại gọi là cậu). Ngoài ra Louis Marty, chánh sở Liêm phóng và Nha Chính trị Đông Dương cũng đứng tên trong Hội. Nguyên Tổng đốc Bắc Ninh, Nam Định Đoàn Triển, nhà thơ Trần Tuấn Khải, nhà nghiên cứu Nguyễn Bá Trác, nhà văn Nguyễn Bá Học. Toàn quyền Albert Sarraut có đến khai trương và nhận "Hội trưởng danh dự".
Năm 1920 Hội mở cuộc thi tuyển chọn kiến trúc xây hội quán. Đỗ Văn Y thắng giải thiết kế và năm 1922 thì công việc xây cất hoàn thành để khánh thành hội quán trên phố Hàng Trống, ngay phía tây bờ hồ Gươm. Nơi đó trở thành địa điểm tổ chức nhiều sinh hoạt như các cuộc hội thảo, diễn thuyết, triển lãm tranh cùng các trò giải trí tiêu khiển như bi da, đánh cờ, yến tiệc. Thoại kịch của Nguyễn Văn Vĩnh như vở Trưởng giả học làm sang (nguyên tác là Le Bourgeois gentilhomme của Molière) cũng được Hội bảo trợ. Hoạt động của Hội có những mốc lịch sử đáng kể như "Giải thưởng văn chương năm 1925" (trao cho tác phẩm Quả dưa đỏ của Đồ Nam Tử Nguyễn Trọng Thuật), truy niệm thi hào Nguyễn Du (1924), truy điệu doanh gia Bạch Thái Bưởi (1932), diễn thuyết về các đề tài như Truyện Kiều, quốc học, v.v... Có những cuộc trao đổi không kém gay cấn về chính trị giữa giới trí thức người Việt và chính quyền Bảo hộ của người Pháp đã diễn ra tại hội quán tuy chủ ý của Hội là văn hóa chứ không phải chính trị.
Sau khi Việt Minh đoạt chính quyền, Hội Khai Trí Tiến Đức bị giải tán theo nghị định của Bộ Nội vụ ngày 24 tháng 9 năm 1945 vì bị cho là "một cơ quan văn hóa phụng sự đế quốc Pháp và Nhật và đã làm những việc đồi bại phong tục". Động sản và bất động sản của hội bị tịch thu và giao cho Hội Văn hóa Cứu quốc. Tòa nhà của hội sau đó làm nơi đặt Câu lạc bộ Thống nhất cho người miền Nam tập kết ra Bắc. Hiện nay cơ sở này được dùng làm nhà hàng, ngân hàng, trung tâm múa rối nước.

## Thành tích

### Việt-Nam Tự-điển
Thành tựu đáng ghi nhớ nhất của Hội là việc soạn cuốn từ điển tiếng Việt mang tựa Việt-Nam Tự-điển do nhà in Trung-Bắc Tân-Văn xuất bản năm 1931. Tiểu ban phụ trách soạn thảo gồm các ông Phạm Quỳnh (chủ bút), Nguyễn Văn Vĩnh, Trần Trọng Kim, Bùi Kỷ, Nguyễn Văn Luận, Phạm Huy Lục, Dương Bá Trạc, Nguyễn Hữu Tiến, Nguyễn Đôn Phục, và Đỗ Thận.
Cuốn từ điển này là tác phẩm công phu, dày 663 trang, tra cứu cả chữ Nho lẫn tiếng Pháp hầu tạo chữ để diễn tả những tư tưởng mới du nhập vào Việt Nam, nhất là những danh từ kỹ thuật. Hơn nữa từ điển Khai Trí Tiến Đức còn thâu nhận những danh từ thổ ngữ của các địa phương cả ba miền Nam, Trung, Bắc. Cuốn từ điển này sang thế kỷ 21 vẫn thường được lấy làm mẫu mực chính tả và từ mục.

### Đền vua Lê

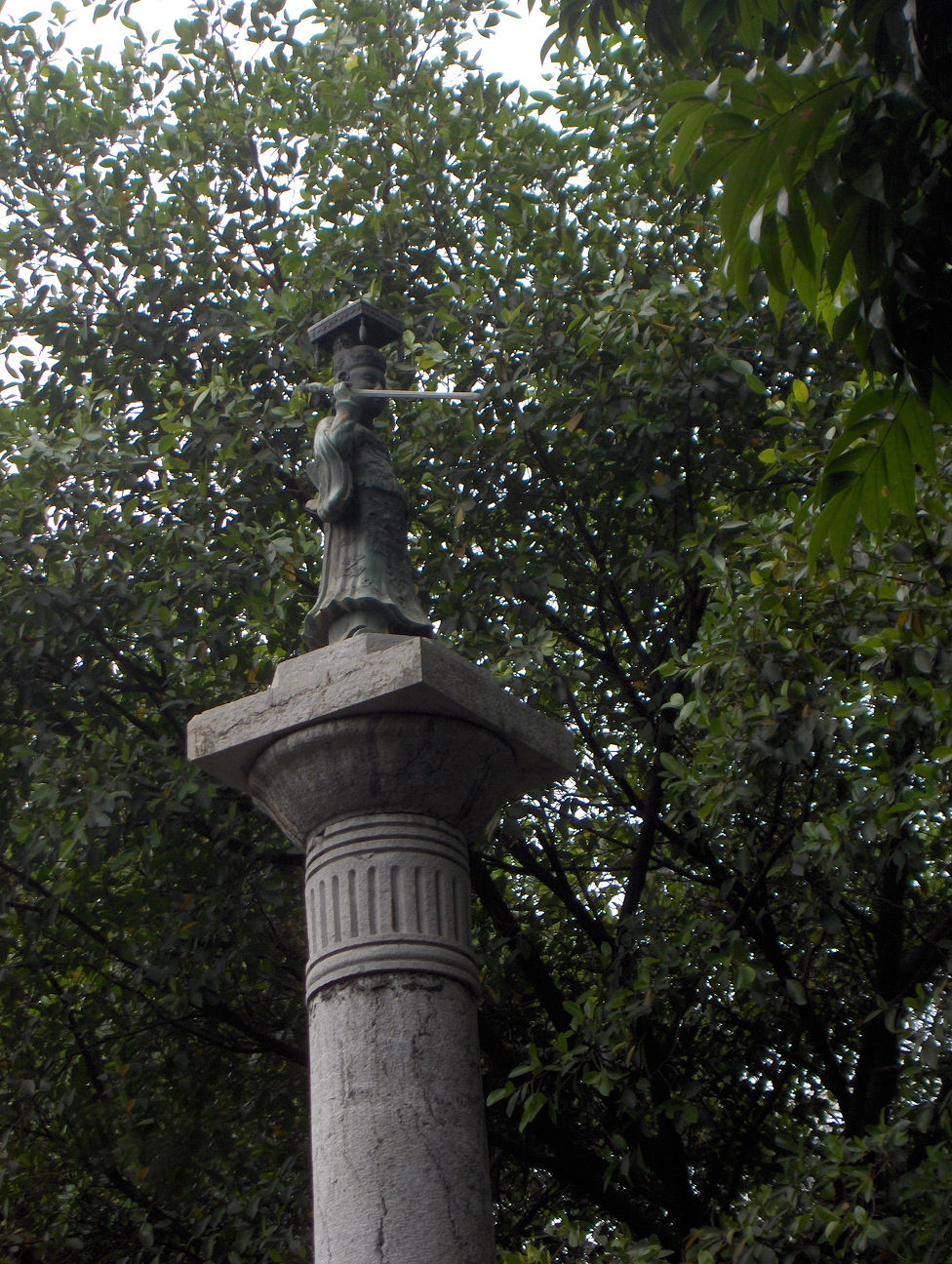
Tượng ở đền vua Lê Thái tổ phía tây hồ Gươm

Các sinh hoạt văn hóa khác của Hội phải kể việc dựng tượng vua Lê Thái Tổ ở Bờ Hồ, Hà Nội.

### Đền thờ Nguyễn Du
Năm 1924 khi làm lễ truy niệm Nguyễn Du ở Hà Nội thì bàn thờ ghi hai câu đối chữ Nôm: 
"Trăm năm để tấm lòng, còn nước, còn non, còn truyền cổ lục,
"Tấc thành dâng một lễ, nhớ người, nhớ cảnh, nhớ buổi hôm nay.
Năm 1940 Hội xúc tiến việc tu tạo nhà thờ Nguyễn Du ở gần văn thánh huyện Nghi Xuân, Hà Tĩnh để lập quần thể kiến trúc lưu niệm nhà đại thi hào nước Việt.
Khi dựng đền ở Hà Tĩnh thì Hội cho đề câu đối khác hai bên cửa:
"Khúc đâu lưu thủy hành vân để tiếng tài tình chung đất nước"
"Chốn ấy san hồ cổ thụ nhớ người thanh khí nặng non sông".
Hội còn cho dựng tấm bia năm 1930 với bài minh của phó bảng Ưu Thiên Bùi Kỷ thảo:
Đất đục, trời trong, hoà tan làm mực.
Nước biếc non xanh, tả nên đây bức.
Đã sẵn tài tình quản gì phong sắc?
Hồn văn đi về, cho thơm sực nức.
Kiếm gác bên đền, gió mưa vẫn sắc.
Bút tựa mặt hồ, trăng sao vằng vặc.
Cảnh ấy bia này nghìn thu dằng dặc.
Dưới bia ghi "Ngày rằm tháng 2 năm Kỷ Tỵ, Hội Khai Trí Tiến Đức cẩn chi."
Những công trình này đến năm 1954 vì chiến tranh đã bị tàn phá nên không còn nguyên vẹn nữa.